# Gary Whitta
Gary Leslie Whitta (Londres, 21 de julho de 1972) é um roteirista americano, autor, designer de jogos e jornalista de videogames. Ele é conhecido como ex-editor-chefe das edições da revista PC Gamer do Reino Unido e dos Estados Unidos e colaborador da revista ACE.
Whitta foi o roteirista de The Book of Eli (2010), co-escreveu After Earth (2013) com M. Night Shyamalan e co-desenvolveu a história de Rogue One (2016).

## Carreira
Whitta começou sua carreira como escritor e jornalista de jogos para a revista ACE. Quando a ACE fechou em 1992, ele se tornou vice-editor do The One for Amiga Games e esteve envolvido com a fundação da versão original da revista PC Gamer no Reino Unido. Ele posteriormente serviu como editor do Total Football. Alguns anos depois, ele se mudou para os Estados Unidos para se tornar editor-chefe da versão americana da PC Gamer.

### Publicação de revistas
Além de seu envolvimento na criação do PC Gamer, Whitta tem uma longa história de envolvimento com revistas impressas e on-line de todos os tipos. A revista ACE era de propriedade da editora britânica Future Publishing e, no início de 2000, Whitta trabalhou com a Future para criar uma revista de cinema, a revista Total Movie. Devido a dificuldades financeiras na editora, o Total Movie foi cancelado após apenas quatro edições no início de 2001.
Apesar de não gerenciar mais nem editar, Whitta ainda contribui com análises de jogos e artigos de opinião para várias publicações de jogos. Seus artigos podem ser encontrados em várias publicações, incluindo PC Gamer e 1UP. Ele também aparece em podcasts da indústria, por exemplo, Tested.com, PC Gamer e Next Generation.

### Roteiro
Além de contribuir para periódicos, Whitta escreveu vários roteiros e episódios de TV. Uma lista parcial, incluindo textos que não foram produzidos mas que podem ser, pode ser encontrada em seu website.
Whitta encontrou sucesso em Hollywood como roteirista do filme O Livro de Eli. Ele também estava trabalhando em um roteiro conhecido como "Monkey Project" com Chris Weston, que teria reimaginado o clássico romance budista Jornada ao Oeste (e a clássica série de tv Monkey) como uma série animada. No entanto, Weston se afastou do projeto.
Rumores mais recentes o ligaram a um projeto da Blizzard, possivelmente um título baseado na série de jogos Diablo. Foi anunciado no FirstShowing.net que Whitta estava preparado para escrever o roteiro da versão live-action de Akira. No entanto, Whitta não está mais ligado ao projeto. Ele escreveu o roteiro do filme thriller de ação Undying. Seu mais recente trabalho de roteirista foi o filme de ficção científica Depois da Terra. Mais recentemente, foi contratado para roteirizar o primeiro filme independente de Star Wars, Rogue One, dirigido por Gareth Edwards. Em 9 de janeiro de 2015, foi anunciado que ele havia saído amigavelmente da produção do filme.
Em 27 de outubro de 2016, a Variety informou que a Warner Bros., Village Roadshow e Team Downey montaram uma sala de escritores para o terceiro filme da série de Sherlock Holmes do diretor Guy Ritchie, com vários nomes importantes, incluindo Whitta, Nicole Perlman, Justin Malen, Geneve Dworet-Robertson e Kieran Fitzgerald.

### Desenvolvimento de jogos
No campo do desenvolvimento de jogos, Whitta foi consultor em vários títulos. Talvez suas contribuições mais conhecidas tenham sido como escritor para Duke Nukem Forever, Prey, e Gears of War. Ele também consultou sobre design geral de jogos para a Microsoft, Electronic Arts, Activision, Midway Games entre outros. Mais recentemente, Whitta foi indicado para supervisionar o desenvolvimento narrativo da adaptação de videogames de The Walking Dead, da Telltale Games, enquanto escreveria o quarto episódio do projeto. Embora ele tenha deixado a Telltale depois de completar a primeira temporada, ele voltou para ajudar a completar The Walking Dead: The Final Season.

### Quadrinhos
Whitta também é o escritor por trás da popular série de histórias em quadrinhos curtas baseada no personagem Death Jr., juntamente com o artista de capa Mike Mignola e o ilustrador Ted Naifeh. Tendo esta sido estendido a uma segunda série de três partes, tendo a escrita recebido elogios como "encantador e inteligentemente subversivo" e para os seus "personagens peculiares e humor fluído". Whitta falou sobre sua experiência em escrever este quadrinho com a Silver Bullet Comics em maio de 2005.
Atualmente, Whitta co-criou a revista em quadrinhos OLIVER com o ilustrador e co-criador da revista Transmetropolitan/The Boys Darick Robertson, tendo a mesma sido lançada em Janeiro de 2019 pela Image Comics.

### Podcasts
Whitta foi um convidado frequente no podcast PC Gamer e co-organizou o podcast Game Theory com Colin Campbell, que deixou de ser produzido. Em setembro de 2011, Whitta e Campbell, então editor de notícias da IGN, iniciaram um novo podcast no mesmo tom do Game Theory, chamado IGN's Game Business Show. Ele também participou do podcast Next Gen até o seu cancelamento.
Ele foi um co-apresentador semanal do This is Only a Test (Tested) e um convidado ocasional em Behind the Screened Door (Screened), do Giant Bombcast (Giant Bomb) e do Comic Vine Podcast, antes da Whiskey Media ter sido vendida em duas ofertas para a CBS Interactive e BermanBraun. Em outubro de 2011, Whitta ajudou a arrecadar mais de US$50.000 para o Child's Play quando co-organizou uma edição ao vivo de 24 horas de duração This is Only a Test com os criadores do Tested Will Smith e Norman Chan. Whitta continua a presidir o evento beneficente Octoberkast todos os anos, criando o jogo "Space Rocks" em 2013. Whitta voltou como convidado no Giant Bomb's Giant Bombcast nos últimos anos.
Em novembro de 2017, Whitta se tornou um co-apresentador oficial do podcast de videogames, Kinda Funny Games Daily, depois de inúmeras aparições como convidado neste e outro dos podcasts de Kinda Funny incluindo duas vezes no GameOverGreggy.

## Vida pessoal
Whitta reside na área da baía de San Francisco, Califórnia. Em 2009, ele se tornou cidadão dos EUA.

## Filmografia
Como escritor
Cinema
- O Livro de Eli (2010)
- Depois da Terra (2013) - Roteiro co-escrito com M. Night Shyamalan a partir de uma história escrita por Will Smith
- Rogue One: A Star Wars Story (2016) - história co-escrita com John Knoll; Roteiro escrito por Chris Weitz e Tony Gilroy

Televisão
- Star Wars Rebels (2016-2017) - 4 episódios

Videogame
- The Walking Dead: The Game (2012) - Jogo co-escrito com Sean Vanaman e Jake Rodkin
- The Walking Dead: 400 Days (2013) - Jogo co-escrito com Sean Ainsworth, Nick Breckon, Mark Darin e Sean Vanaman
- The Walking Dead: A Temporada Final (2018) - Escritor e Consultor